# Trajni virološki odziv
Trajni virološki odziv (angl. sustained viralogic response, kraj. SVR) je merilo učinkovitosti zdravljenja hepatitisa C in pomeni odsotnost zaznavnega RNK virusa hepatitisa C v krvni plazmi šest mesecev po ukinitvi zdravljenja. Test na prisotnost virusnega RNK mora izkazovati občutljivost najmanj 50 ie/ml.
Trajni virološki odziv je postal najzanesljivejši napovednik uspešnosti zdravljenja. Ker je kasnejši relaps s ponovno pojavitvijo virusa v krvi redek, je trajni virološki odziv, določen šest mesecev po zadnjem odmerku zdravil, dober napovednik trajne ozdravitve. Nekateri viri podpirajo tudi določevanje trajnega virusnega odziva že v 12. tednu po ukinitvi zdravljenja, vendar ostaja zlati standard za vrednotenje zdravljenja z zdravili proti hepatitisu C določanje virusne RNK 6 mesecev (24 tednov) po končanju zdravljenja.
Trajni virološki odziv je povezan z 99-odstotno verjetnostjo, da se virus pri bolniku ne bo pojavil dolgoročno ponovno v krvnem obtoku. Pri bolnikih, ki dosežejo trajni viroliški odziv, se zmanjšajo smrtnost, potreba po presaditvi jeter, verjetnost za razvoj jetrnoceličnega raka ter zapletov, povezanih z jetri.

## Napovedni dejavniki
Dva od najmočnejših napovednih dejavnikov za trajni virološki odziv sta vezana na sam virus, in sicer virusno breme pred uvedbo zdravljenja (število kopij virusnega RNK v krvi) ter genotip virusa. Na primer pri genotipu 1 je verjetnost, da se bolnik pozdravi s terapijo pegiliranega interferona in ribavirina, manjša kot pri genotipih 2 in 3. Verjetnost, da bolnik na zdravljenju doseže trajni virološki odziv, je manjša tudi pri sočasnih zdravstvenih težavah, kot so sookužba z virusom HIV, poškodovana jetra ali debelost. Manjša verjetnost za trajen virološki odziv je tudi pri črncih ali bolnikih, ki imajo črnske prednike.
Med napovedne dejavnike trajnega virološkega odziva spada tudi polimorfizem gena za interlevkin 28B (gen IL28B). Največjo verjetnost za trajni virološki odziv imajo bolniki s polimorfizmom CC, sledita genotipa TC in TT.